# Har Amir
Har Amir (hebrejsky: הר אמיר) je vrch o nadmořské výšce 443 metrů v jižním Izraeli, v pohoří Harej Ejlat.
Nachází se cca 10 kilometrů severně od centra města Ejlat a cca 6 kilometrů východně od mezistátní hranice mezi Izraelem a Egyptem. Má podobu výrazného odlesněného skalního masivu, jehož svahy na všechny strany prudce spadají do hlubokých údolí, jimiž protékají vádí. Na západní a jižní straně je to vádí Nachal Šchoret, na severu a východě terén klesá do Nachal Amram. Obě stékají do údolí Vádí al-Araba. Krajina na západ od hory je členěna četnými skalnatými vrchy jako Har Šchoret. Na severovýchodě na Har Amir navazuje vrch Giv'at Bahat. Hora je turisticky využívaná. Pod svahy Har Amir prochází Izraelská stezka.